# Argentinosaurus huinculensis
Argentinosaurus (il cui nome significa "sauro dell'Argentina") è un genere estinto di dinosauro sauropode titanosauro di enormi dimensioni vissuto nel Cretaceo superiore, circa 96,2-92,19 milioni di anni fa (Cenomaniano-Turoniano), in quella che oggi è l'Argentina. Sebbene sia noto solo da resti frammentari, Argentinosaurus è uno dei più grandi animali terrestri conosciuti, forse il più grande, raggiungendo i 30–35 metri di lunghezza, per un peso di 60–75 tonnellate. L'animale fa parte del clade Titanosauria, il gruppo dominante dei sauropodi durante il Cretaceo superiore.

## Caratteristiche
I primi resti di Argentinosaurus furono scoperti nel 1987 da un contadino nella sua fattoria vicino alla città di Plaza Huincul. Nel 1989 venne condotto uno scavo scientifico del sito guidato dal paleontologo argentino José Bonaparte, che riportò alla luce diverse vertebre dorsali e parte del sacro, vertebre fuse tra le vertebre dorsali e vertebre caudali. Ulteriori esemplari includono un femore completo e la diafisi di un altro femore.
Argentinosaurus venne nominato da Bonaparte e dal paleontologo argentino Rodolfo Coria, nel 1993; il genere attualmente contiene una singola specie, A. huinculensis. Il nome del genere Argentinosaurus significa "sauro dell'Argentina", mentre il nome della specie, huinculensis, fa riferimento al luogo della scoperta del fossile, Plaza Huincul.
La natura frammentaria dei resti di Argentinosaurus rende difficile la loro interpretazione. Le questioni ruotano attorno alla posizione delle vertebre recuperate all'interno della colonna vertebrale e alla presenza di articolazioni accessorie tra le vertebre che avrebbero rafforzato la colonna vertebrale. Un modello computerizzato dello scheletro e dei suoi muscoli ha stimato che questo dinosauro potesse raggiungere una velocità massima di 7 km/h con un'andatura ad ambio, un'andatura in cui l'arto anteriore e quello posteriore dello stesso lato del corpo si muovono simultaneamente. I fossili di Argentinosaurus sono stati ritrovati in quella che oggi è la Formazione Huincul, formazione depositatasi tra il medio Cenomaniano e l'inizio del Turoniano (circa 96-92 milioni di anni fa), e rinomata per aver restituito una fauna di dinosauri diversificata, tra cui il teropode gigante Mapusaurus.

## Scoperta

Ricostruzione scheletrica, materiale olotipico in bianco, diafisi femorale assegnata in verde, femore assegnato in blu, ossa sconosciute in grigio

Il primo osso di Argentinosaurus, che ora si pensa sia un perone, fu scoperto nel 1987 da Guillermo Heredia nella sua fattoria "Las Overas" a circa 8 km a est di Plaza Huincul, nella Provincia di Neuquén, in Argentina. Heredia, credendo inizialmente di aver scoperto dei tronchi pietrificati, informò il museo locale, il Museo Carmen Funes, i cui membri del personale estrassero l'osso conservandolo nella sala espositiva del museo. All'inizio del 1989 il paleontologo argentino José F. Bonaparte avviò uno scavo più ampio del sito coinvolgendo i paleontologi del Museo di Scienze Naturali Bernardino Rivadavia, ottenendo una serie di elementi aggiuntivi dallo stesso individuo. L'individuo, che in seguito divenne l'olotipo di Argentinosaurus huinculensis, è catalogato con il numero esemplare MCF -PVPH 1.
Lo scavo dei fossili, racchiusi in una matrice di roccia durissima, richiese l'utilizzo di martelli pneumatici. Il materiale aggiuntivo recuperato includeva sette vertebre dorsali, la parte inferiore dell'osso sacro, compresa la prima e la quinta vertebra sacrale, e alcune costole sacrali, e una parte di una costola dorsale. Questi reperti furono incorporati anch'essi nella collezione del Museo Carmen Funes.
Bonaparte presentò la nuova scoperta nel 1989 in una conferenza scientifica a San Juan. Una descrizione formale venne pubblicata nel 1993 da Bonaparte e dal paleontologo argentino Rodolfo Coria, con la denominazione di un nuovo genere e specie, Argentinosaurus huinculensis. Il nome del genere significa "sauro dell'Argentina", mentre il nome della specie si riferisce alla città Plaza Huincul. Bonaparte e Coria descrissero l'osso dell'arto scoperto nel 1987 come una tibia erosa, sebbene il paleontologo uruguaiano Gerardo Mazzetta e colleghi abbiano re-identificato questo osso come un perone sinistro, nel 2004. Nel 1996, Bonaparte assegnò al genere un femore completo proveniente dalla stessa località, che fu esposto al Museo Carmen Funes. Purtroppo quest'osso si era deformato durante la fossilizzazione. Nel loro studio del 2004, Mazzetta e colleghi menzionarono un femore aggiuntivo conservato nel Museo de La Plata, catalogato come MLP-DP 46-VIII-21-3. Sebbene non sia fortemente deformato come il femore completo descritto da Bonaparte, questo femore conserva solo la diafisi e manca delle sue estremità. Entrambi gli esemplari appartenevano a individui di dimensioni equivalenti all'esemplare olotipo. A partire dal 2019, tuttavia, è ancora incerto se questi femori appartengano effettivamente ad Argentinosaurus.

## Descrizione

### Dimensioni

Confronto delle dimensioni di alcuni sauropodi giganti; Argentinosaurus (in rosso) è il secondo da sinistra

Argentinosaurus è tra i più grandi animali terrestri conosciuti, anche se le sue dimensioni esatte sono difficili da stimare a causa dell'incompletezza dei suoi resti. Per contrastare questo problema, i paleontologi possono confrontare il materiale noto con quello di sauropodi imparentati più piccoli, ma noti da resti più completi. Il taxon più completo può quindi essere ridimensionato per corrispondere alle dimensioni di Argentinosaurus. La massa può essere stimata da relazioni note tra determinate misurazioni ossee e massa corporea o determinando il volume dei modelli.
Una ricostruzione di Argentinosaurus creata da Gregory Paul nel 1994 ha prodotto una stima della lunghezza di 30–35 metri. Nello stesso anno, le stime di Bonaparte e Coria suggerirono una lunghezza dell'arto posteriore di 4,5 metri, una lunghezza del tronco (dall'anca alla spalla) di 7 metri, e una lunghezza complessiva del corpo di circa 30 metri. Nel 2006 Kenneth Carpenter ricostruì Argentinosaurus usando come guida il ben più completo Saltasaurus, stimando una lunghezza di 30 metri. Nel 2008, Jorge Calvo e colleghi hanno utilizzato le proporzioni di Futalognkosaurus per stimare la lunghezza di Argentinosaurus a meno di 33 metri. Nel 2013, William Sellers e colleghi arrivarono ad una lunghezza stimata di 39,7 metri, e un'altezza al garrese di 7,3 metri, misurando lo scheletro ricostruito al Museo Carmen Funes. Nello stesso anno, Scott Hartman suggerì che, poiché si pensava che Argentinosaurus fosse un titanosauro basale, avrebbe avuto una coda più corta e un torace più stretto rispetto a titanosauri come Puertasaurus, che stimò fosse lungo circa 27 metri, indicando delle stime minori per Argentinosaurus. Nel 2016 Paul ha stimato la lunghezza di Argentinosaurus a 30 metri, stimando una lunghezza maggiore di 35 metri o più nel 2019, ricostruendo il collo e la coda, sconosciuti in Argentinosaurus, sulla base di quelli di altri grandi titanosauri sudamericani.
Nel 1994 Paul stimò una massa corporea di 80–100 tonnellate per Argentinosaurus. Nel 2004 Mazzetta e colleghi fornirono una stima compresa tra i 60 e le 88 tonnellate, considerando le 73 tonnellate come il peso più probabile, rendendo Argentinosaurus il sauropode più pesante conosciuto da materiale fossile decente. Nel 2013 Sellers e colleghi stimarono una massa di 83,2 tonnellate, calcolando il volume del suddetto scheletro del Museo Carmen Funes. Nel 2014 e nel 2018 Roger Benson e colleghi stimarono una massa di 90-95 tonnellate, ma queste stime furono messe in dubbio a causa di un intervallo di errore molto ampio e della mancanza di precisione. Nel 2016, utilizzando equazioni che stimano la massa corporea in base alla circonferenza dell'omero e del femore degli animali quadrupedi, Bernardo Gonzáles Riga e colleghi hanno stimato una massa di 96,4 tonnellate sulla base di un femore isolato; tuttavia, l'identità di questo femore è ancora incerta. Nello stesso anno, Paul ridusse la sua precedente stima del 1994, stimando una massa corporea di più di 50 tonnellate. Nel 2017 José Carballido e colleghi hanno stimato la massa dell'animale a oltre 60 tonnellate. Nel 2019 Paul ha ridotto le sue stime del 2016, e ha fornito una stima di 65–75 tonnellate sulla base delle sue ricostruzioni scheletriche (diagrammi che illustrano le ossa e la forma di un animale) di Argentinosaurus in vista dorsale e laterale. Nel 2020 Campione ed Evans hanno presentato una stima della massa corporea di circa 75 tonnellate.
Sebbene Argentinosaurus fosse certamente un animale enorme, c'è disaccordo sul fatto che sia il più grande titanosauro conosciuto. Animali come Puertasaurus, Futalognkosaurus, Dreadnoughtus, Paralititan, "Antarctosaurus" giganteus e Alamosaurus sono stati tutti considerati i titanosauri più grandi conosciuti con dimensioni paragonabili ad Argentinosaurus da alcuni studi, sebbene altri li abbiano trovati notevolmente più piccoli. Nel 2017, Carballido e colleghi consideravano Argentinosaurus più piccolo di Patagotitan, poiché quest'ultimo aveva un'area maggiore racchiusa dalla spina neurale, dalle diapofisi e dalle parapofisi delle sue vertebre dorsali anteriori. Tuttavia, nel 2019, Paul dimostrò che Patagotitan era più piccolo di Argentinosaurus, poiché la colonna dorsale di quest'ultimo era considerevolmente più lunga. Anche se Argentinosaurus è il più grande titanosauro conosciuto, altri sauropodi tra cui Maraapunisaurus e un gigantesco mamenchisauride ancora non descritto, potrebbero essere stati ancora più grandi, sebbene questi siano conosciuti solo da resti molto scarsi. Alcuni diplodocidi, come Supersaurus e Diplodocus potrebbe aver superato in lunghezza Argentinosaurus, sebbene fossero considerevolmente più snelli e meno massicci rispetto ai titanosauri. La massa della balenottera azzurra, tuttavia, che può superare le 150 tonnellate, supera comunque quella di tutti i sauropodi conosciuti.

### Vertebre

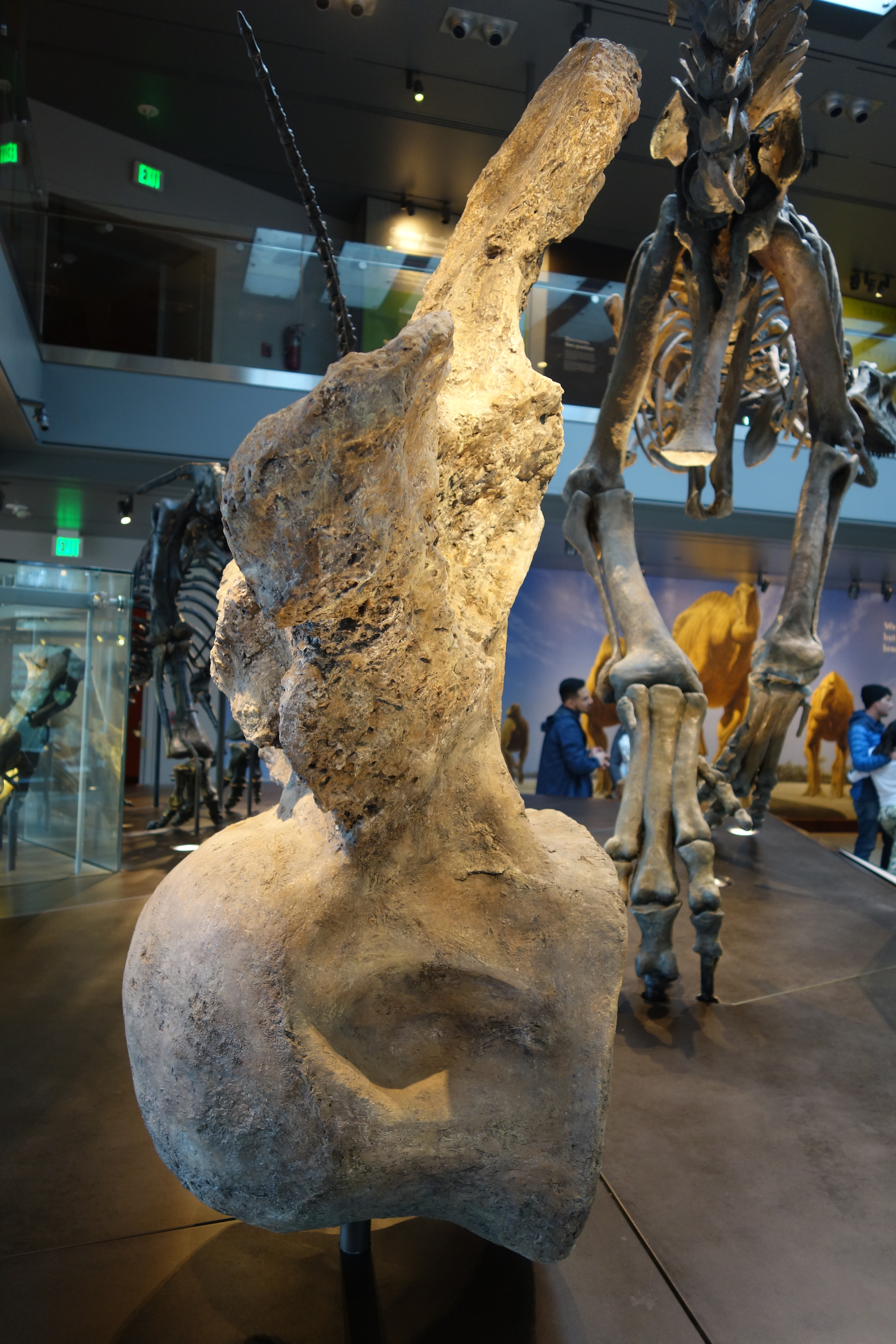
Vertebra dorsale fusa in vista laterale sinistra, al Museo di storia naturale della contea di Los Angeles

Argentinosaurus possedeva, probabilmente, 10 vertebre dorsali, come gli altri titanosauri. Tuttavia, le sue vertebre erano enormi anche per gli standard dei sauropodi; una vertebra dorsale ricostruita poteva raggiungere i 159 centimetri d'altezza, per 129 centimetri di larghezza, e i centri vertebrali erano larghi fino a 57 centimetri. Nel 2019, Paul stimò la lunghezza totale della colonna vertebrale toracica a 447 centimetri, e la larghezza del bacino a 0,6 volte la lunghezza combinata della colonna vertebrale dorsale e sacrale. Le dorsali erano opisthocoelous (concave nella parte posteriore) come in altri sauropodi macronari. I pleurocele (solchi ai lati del centro vertebrale) erano proporzionalmente piccoli e posizionati nella metà anteriore del centro. Le vertebre erano alleggerite internamente da un complesso sistema di sacche d'aria. Tale osso camellato è, tra i sauropodi, particolarmente pronunciato nelle specie più grandi e dal collo più lungo. Sia nelle vertebre dorsali che in quelle sacrali erano presenti cavità molto grandi che misuravano da 4 a 6 centimetri. Le costole toraciche erano tubolari e di forma cilindrica, in contrasto con quelle di altri titanosauri. Bonaparte e Coria, nella loro descrizione del 1993, hanno notato che le costole erano cave, a differenza di quelle di molti altri sauropodi, ma autori successivi hanno affermato che questo svuotamento potrebbe essere dovuto all'erosione dopo la morte dell'individuo. Argentinosaurus, come molti altri titanosauri, aveva probabilmente sei vertebre sacrali (vertebre nella regione dell'anca), sebbene l'ultima non si sia conservata. Il centro dalla seconda alla quinta vertebra sacrale era di dimensioni molto ridotte e considerevolmente più piccolo del centro della prima vertebra sacrale. Le costole sacrali erano ricurve verso il basso. La seconda costola sacrale era più grande delle altre costole sacrali conservate, sebbene la dimensione della prima sia sconosciuta a causa della sua incompletezza.

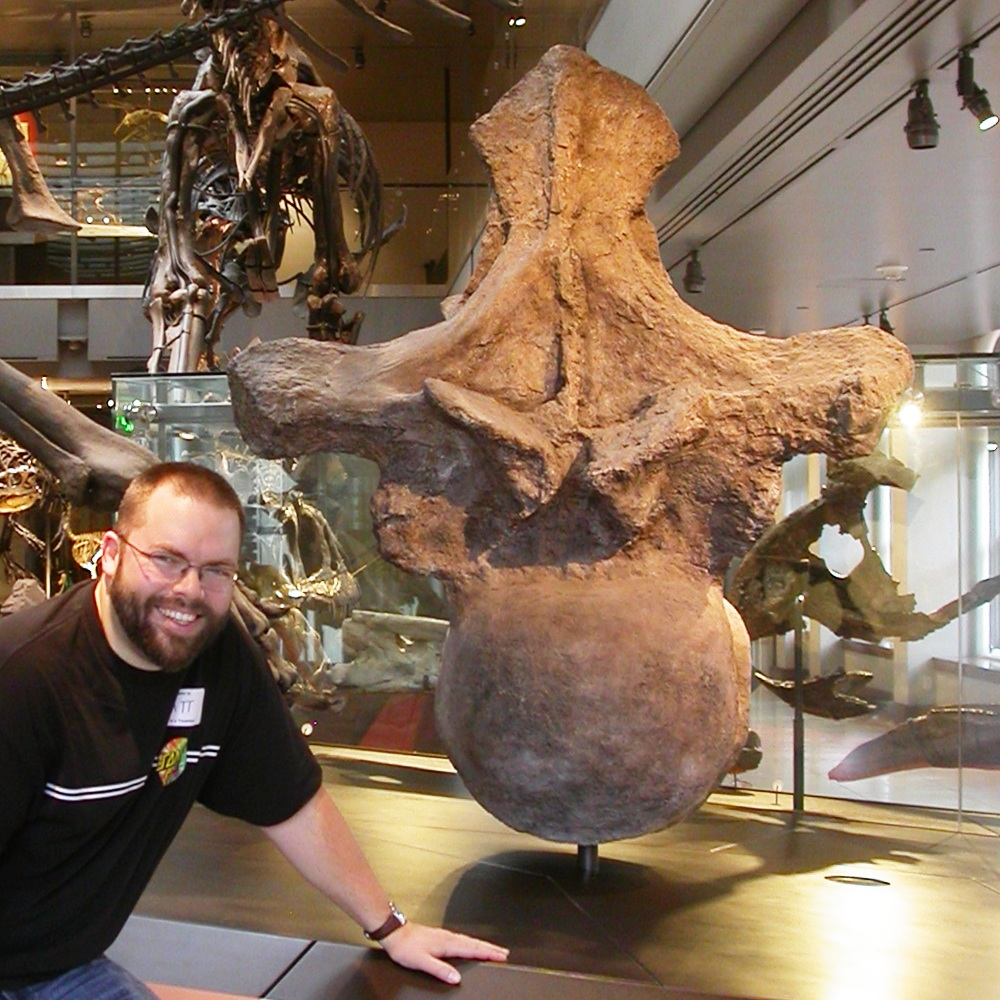
Vertebra dorsale fusa in vista frontale, al Museo di storia naturale della contea di Los Angeles, con il paleontologo Matthew Wedel come riferimento

A causa della loro conservazione incompleta, la posizione originaria delle vertebre dorsali note all'interno della colonna vertebrale è incerta. Configurazioni dissenzienti furono suggerite da Bonaparte e Coria nel 1993; Fernando Novas e Martín Ezcurra nel 2006; e Leonardo Salgado e Jaime Powellnel 2010. Una vertebra è stata interpretata da questi studi come la prima, la quinta o la terza; e un'altra vertebra rispettivamente come la seconda, la decima o l'undicesima o la nona. Una vertebra ragionevolmente completa è risultata essere la terza, secondo gli studi del 1993 e del 2006, ma la quarta in uno studio del 2010. Un'altra vertebra è stata interpretata dai tre studi come facente parte della sezione posteriore della colonna vertebrale dorsale, rispettivamente come quarta o quinta. Nel 1993, si pensava che due vertebre articolate (ancora collegate) fossero della parte posteriore della colonna vertebrale dorsale, ma nei due studi successivi sono state interpretate come la sesta e la settima vertebra. Lo studio del 2010 menzionava un'altra vertebra che non era stata menzionata dagli studi del 1993 e del 2006; si presumeva appartenesse alla parte posteriore della colonna dorsale.
Un'altra questione controversa è la presenza di articolazioni iposfene-ipantro, articolazioni accessorie tra le vertebre che si trovavano al di sotto dei principali processi articolari. Le difficoltà di interpretazione derivano dalla conservazione frammentaria della colonna vertebrale; queste articolazioni sono nascoste alla vista nelle due vertebre collegate. Nel 1993, Bonaparte e Coria affermarono che le articolazioni dell'iposfene-ipantrum erano ingrandite, come nel genere affine Epachthosaurus, e avevano superfici articolari aggiuntive che si estendevano verso il basso. Ciò è stato confermato da alcuni autori successivi; Novas notò che l'ipantrum (un'estensione ossea al di sotto dei processi articolari della faccia anteriore di una vertebra) si estendeva lateralmente e verso il basso, formando una superficie molto allargata che si collegava con l'iposfene altrettanto allargato sulla faccia posteriore della vertebra successiva. Nel 1996, Bonaparte affermò che queste caratteristiche avrebbero reso la colonna vertebrale più rigida ed erano forse un adattamento alle enormi dimensioni dell'animale. Altri autori sostennero che l'articolazione iposfene-ipantrum era assente nella maggior parte dei titanosauri e che le strutture articolari viste in Epachthosaurus e Argentinosaurus fossero lamine vertebrali ispessite. Sebastián Apesteguía, nel 2005, affermò che le strutture osservate in Argentinosaurus, che ha definito barre iposfenali, sono effettivamente lamine ispessite derivate dall'iposfene originale e avevano la stessa funzione.

### Arti

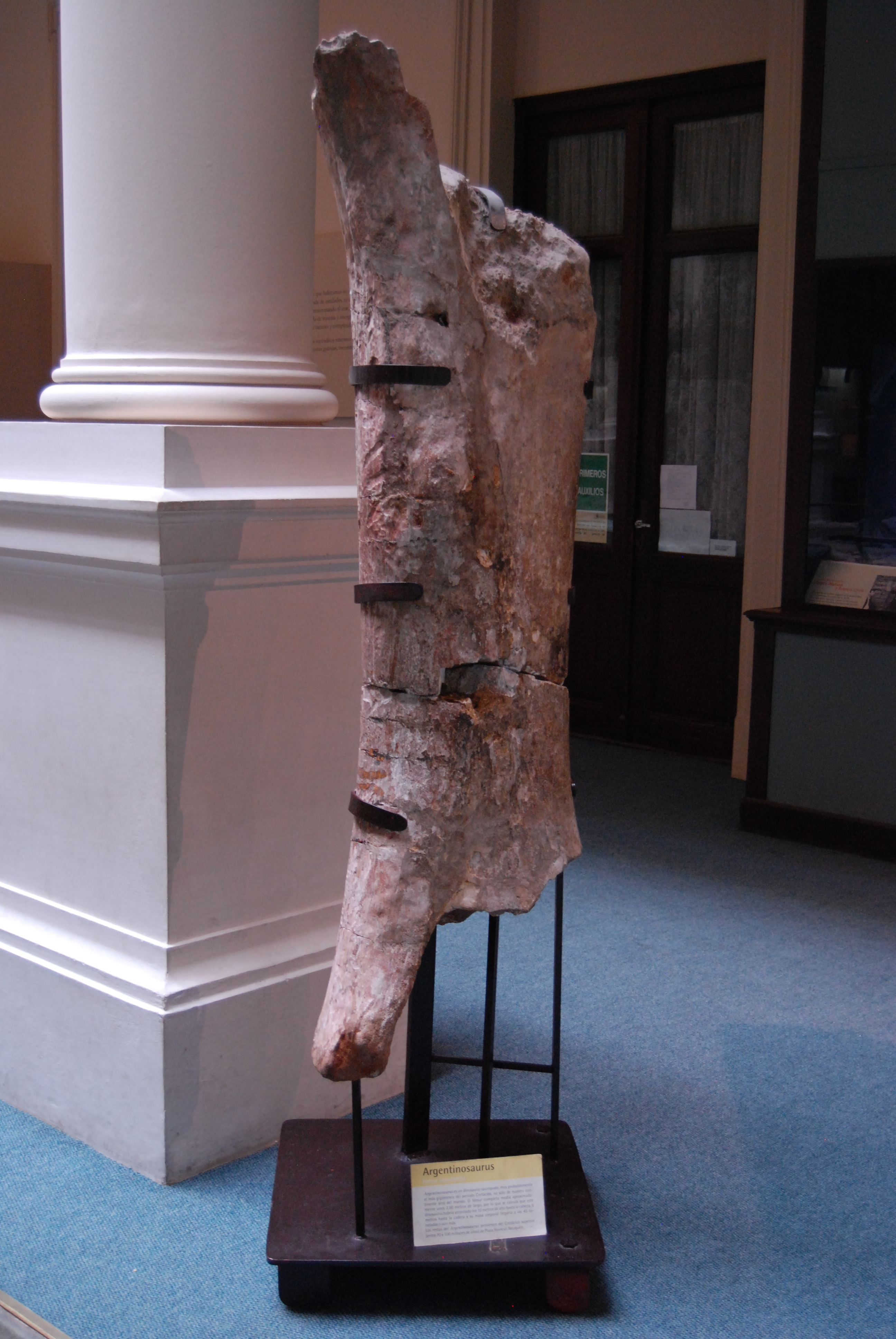
Femore parziale assegnato ad Argentinosaurus, al Museo de La Plata

Il femore completo assegnato ad Argentinosaurus è lungo 2,5 metri, e la diafisi femorale ha una circonferenza di circa 1,18 metri nella sua parte più stretta. Mazzetta e colleghi hanno utilizzato le equazioni di regressione per stimare la sua lunghezza originale a circa 2,557 metri, che è simile alla lunghezza dell'altro femore conosciuto, e nel 2019 Paul fornì una stima simile di 2,575 metri. A confronto, femori completi osservati in altri titanosauri giganti, come Antarctosaurus giganteus e Patagotitan mayorum misurano rispettivamente 2,35 metri e 2,38 metri. Sebbene l'esemplare olotipico non conservi un femore, conserva un sottile perone (originariamente interpretato come una tibia) lungo 1,55 metri. Quando venne identificato come una tibia, si pensava che avesse una cresta cnemiale relativamente corta, un'estensione prominente nella parte anteriore superiore che ancorava i muscoli per allungare la gamba. Tuttavia, come affermato da Mazzetta e colleghi, quest'osso manca sia delle proporzioni che dei dettagli anatomici di una tibia, pur essendo simile nella forma ad altre fibule di sauropodi.

## Classificazione
Le relazioni tra i taxon all'interno del clade Titanosauria sono tra le meno conosciute di tutti i gruppi di dinosauri. Tradizionalmente, la maggior parte dei fossili di sauropodi del Cretaceo era riferita ad un'unica famiglia, i Titanosauridae, in uso dal 1893. Nella loro prima descrizione del 1993 di Argentinosaurus, Bonaparte e Coria notarono che differiva dai tipici titanosauridi nell'avere articolazioni iposfene-ipantrum. Poiché queste articolazioni erano presenti anche nei titanosauridi Andesaurus ed Epachthosaurus, Bonaparte e Coria proposero una famiglia separata per i tre generi, gli Andesauridae. Entrambe le famiglie furono unite in un nuovo gruppo superiore chiamato Titanosauria.
Nel 1997, Salgado e colleghi scoprirono che Argentinosaurus apparteneva a Titanosauridae, in un clade senza nome con Opisthocoelicaudia e un titanosauro indeterminato. Ciò venne confermato da uno studio del 2002 di Davide Pisani e colleghi che recuperarono anch'essi Argentinosaurus come un membro di Titanosauria, in un clade con Opisthocoelicaudia e un taxon senza nome, oltre a Lirainosaurus. Uno studio del 2003 di Jeffrey Wilson e Paul Upchurch dimostrò che sia Titanosauridae che Andesauridae non fossero validi; Titanosauridae perché basato sul dubbio genere Titanosaurus, e Andesauridae perché definito sulla base di plesiomorfie (caratteristiche primitive) piuttosto che sulle sinapomorfie (caratteristiche di nuova evoluzione che distinguono il gruppo dai gruppi correlati). Uno studio del 2011 di Philip Mannion e Calvo dimostrò che Andesauridae era parafiletico (esclusi alcuni dei discendenti del gruppo) raccomandandone l'abbandono.
Nel 2004, Upchurch e colleghi introdussero un nuovo gruppo chiamato Lithostrotia che includeva i membri più derivati (evoluti) di Titanosauria. Argentinosaurus venne classificato al di fuori di questo gruppo e quindi come un titanosauro più basale ("primitivo"). La posizione basale all'interno di Titanosauria venne confermata da numerosi studi successivi. Nel 2007, Calvo e colleghi nominarono Futalognkosaurus, e, nella loro analisi cladistica, quest'ultimo formava un clade con Mendozasaurus che chiamarono Lognkosauria. Uno studio del 2017 di Carballido e colleghi recuperarono Argentinosaurus come un membro di Lognkosauria e sister taxon di Patagotitan. Nel 2018, González Riga e colleghi dimostrarono che Argentinosaurus apparteneva a Lognkosauria, che a sua volta è risultato appartenere a Lithostrotia.
Un altro studio del 2018 di Hesham Sallam e colleghi ha trovato due diverse posizioni filogenetiche per Argentinosaurus sulla base di due set di dati. Nelle loro analisi l'animale non faceva parte di Lognkosauria, ma era un titanosauro basale o un sister taxon del più derivato Epachthosaurus. Nel 2019, Julian Silva Junior e colleghi mostrarono che Argentinosaurus apparteneva ancora una volta a Lognkosauria; inoltre, recuperarono Lognkosauria e Rinconsauria (un altro gruppo generalmente incluso in Titanosauria) come al di fuori di Titanosauria. Anche un altro studio del 2019 di González Riga e colleghi ha recuperato Argentinosaurus come appartenente a Lognkosauria; trovarono anche che questo gruppo formasse un clade più grande con Rinconsauria all'interno di Titanosauria, che chiamarono Colossosauria.

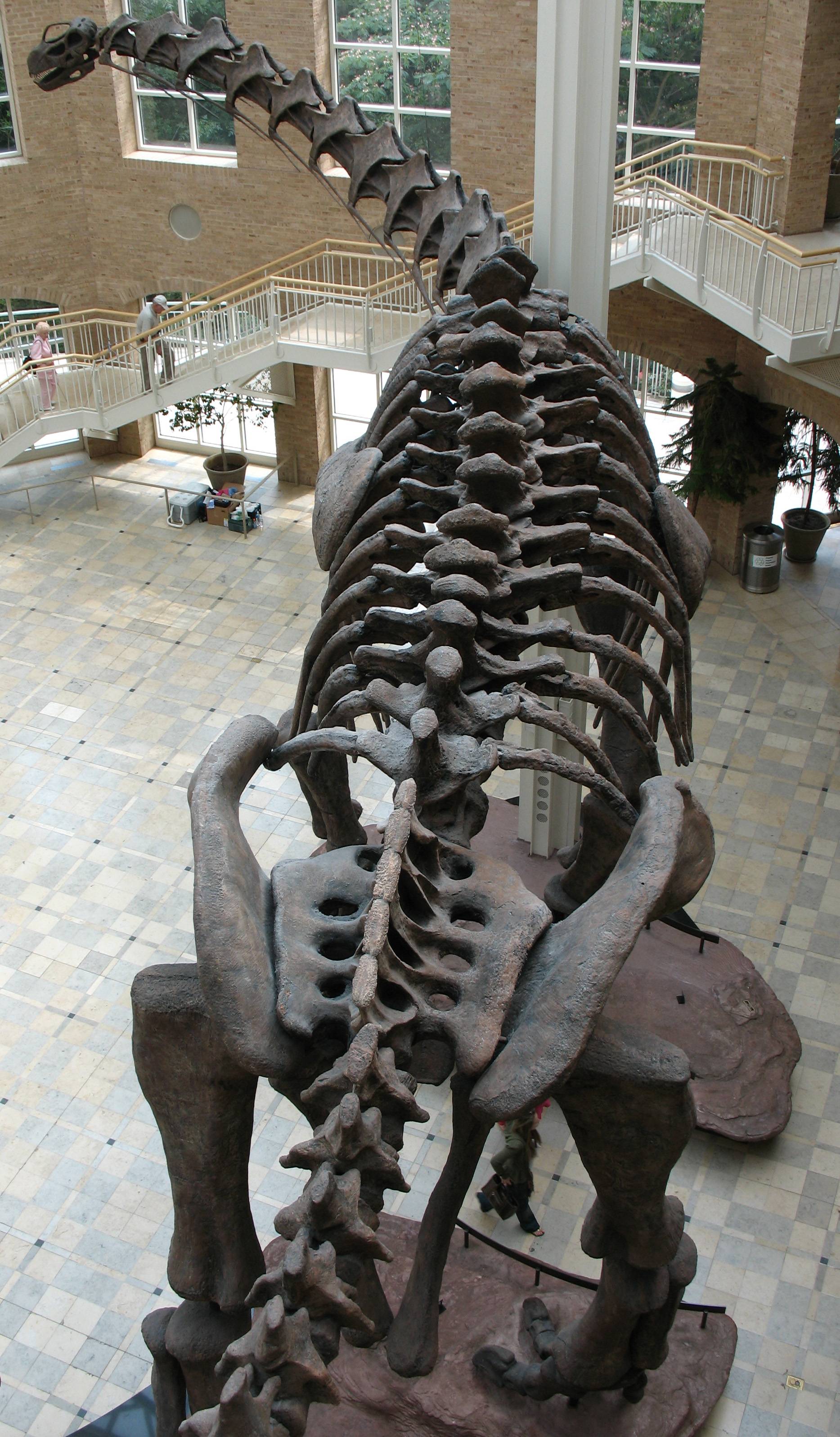
Ricostruzione scheletrica in vista dorsale, al Museo di Storia Naturale di Fernbank

Cladogramma di Titanosauria, secondo gli studi di Carballido e colleghi (2017):
|  | Muyelensaurus                                               |
|  |                                                             |
|  | \| \| Aeolosaurus \| \| \| \| \| \| Overosaurus \| \| \| \| |
|  |                                                             |
|  | Aeolosaurus                                                 |
|  |                                                             |
|  | Overosaurus                                                 |
|  |                                                             |

|  | Aeolosaurus |
|  |             |
|  | Overosaurus |
|  |             |

|  | Muyelensaurus                                               |
|  |                                                             |
|  | \| \| Aeolosaurus \| \| \| \| \| \| Overosaurus \| \| \| \| |
|  |                                                             |
|  | Aeolosaurus                                                 |
|  |                                                             |
|  | Overosaurus                                                 |
|  |                                                             |

|  | Aeolosaurus |
|  |             |
|  | Overosaurus |
|  |             |

|  | Futalognkosaurus |
|  |                  |
|  | Quetecsaurus     |
|  |                  |

|  | Puertasaurus                                                    |
|  |                                                                 |
|  | Drusilasaura                                                    |
|  |                                                                 |
|  | \| \| Patagotitan \| \| \| \| \| \| Argentinosaurus \| \| \| \| |
|  |                                                                 |
|  | Patagotitan                                                     |
|  |                                                                 |
|  | Argentinosaurus                                                 |
|  |                                                                 |

|  | Patagotitan     |
|  |                 |
|  | Argentinosaurus |
|  |                 |

|  | Futalognkosaurus |
|  |                  |
|  | Quetecsaurus     |
|  |                  |

|  | Puertasaurus                                                    |
|  |                                                                 |
|  | Drusilasaura                                                    |
|  |                                                                 |
|  | \| \| Patagotitan \| \| \| \| \| \| Argentinosaurus \| \| \| \| |
|  |                                                                 |
|  | Patagotitan                                                     |
|  |                                                                 |
|  | Argentinosaurus                                                 |
|  |                                                                 |

|  | Patagotitan     |
|  |                 |
|  | Argentinosaurus |
|  |                 |

|  | Futalognkosaurus |
|  |                  |
|  | Quetecsaurus     |
|  |                  |

|  | Puertasaurus                                                    |
|  |                                                                 |
|  | Drusilasaura                                                    |
|  |                                                                 |
|  | \| \| Patagotitan \| \| \| \| \| \| Argentinosaurus \| \| \| \| |
|  |                                                                 |
|  | Patagotitan                                                     |
|  |                                                                 |
|  | Argentinosaurus                                                 |
|  |                                                                 |

|  | Patagotitan     |
|  |                 |
|  | Argentinosaurus |
|  |                 |

|  | Futalognkosaurus |
|  |                  |
|  | Quetecsaurus     |
|  |                  |

|  | Puertasaurus                                                    |
|  |                                                                 |
|  | Drusilasaura                                                    |
|  |                                                                 |
|  | \| \| Patagotitan \| \| \| \| \| \| Argentinosaurus \| \| \| \| |
|  |                                                                 |
|  | Patagotitan                                                     |
|  |                                                                 |
|  | Argentinosaurus                                                 |
|  |                                                                 |

|  | Patagotitan     |
|  |                 |
|  | Argentinosaurus |
|  |                 |

|  | Futalognkosaurus |
|  |                  |
|  | Quetecsaurus     |
|  |                  |

|  | Puertasaurus                                                    |
|  |                                                                 |
|  | Drusilasaura                                                    |
|  |                                                                 |
|  | \| \| Patagotitan \| \| \| \| \| \| Argentinosaurus \| \| \| \| |
|  |                                                                 |
|  | Patagotitan                                                     |
|  |                                                                 |
|  | Argentinosaurus                                                 |
|  |                                                                 |

|  | Patagotitan     |
|  |                 |
|  | Argentinosaurus |
|  |                 |

|  | Futalognkosaurus |
|  |                  |
|  | Quetecsaurus     |
|  |                  |

|  | Puertasaurus                                                    |
|  |                                                                 |
|  | Drusilasaura                                                    |
|  |                                                                 |
|  | \| \| Patagotitan \| \| \| \| \| \| Argentinosaurus \| \| \| \| |
|  |                                                                 |
|  | Patagotitan                                                     |
|  |                                                                 |
|  | Argentinosaurus                                                 |
|  |                                                                 |

|  | Patagotitan     |
|  |                 |
|  | Argentinosaurus |
|  |                 |

|  | Futalognkosaurus |
|  |                  |
|  | Quetecsaurus     |
|  |                  |

|  | Puertasaurus                                                    |
|  |                                                                 |
|  | Drusilasaura                                                    |
|  |                                                                 |
|  | \| \| Patagotitan \| \| \| \| \| \| Argentinosaurus \| \| \| \| |
|  |                                                                 |
|  | Patagotitan                                                     |
|  |                                                                 |
|  | Argentinosaurus                                                 |
|  |                                                                 |

|  | Patagotitan     |
|  |                 |
|  | Argentinosaurus |
|  |                 |

|  | Futalognkosaurus |
|  |                  |
|  | Quetecsaurus     |
|  |                  |

|  | Puertasaurus                                                    |
|  |                                                                 |
|  | Drusilasaura                                                    |
|  |                                                                 |
|  | \| \| Patagotitan \| \| \| \| \| \| Argentinosaurus \| \| \| \| |
|  |                                                                 |
|  | Patagotitan                                                     |
|  |                                                                 |
|  | Argentinosaurus                                                 |
|  |                                                                 |

|  | Patagotitan     |
|  |                 |
|  | Argentinosaurus |
|  |                 |

|  | Futalognkosaurus |
|  |                  |
|  | Quetecsaurus     |
|  |                  |

|  | Puertasaurus                                                    |
|  |                                                                 |
|  | Drusilasaura                                                    |
|  |                                                                 |
|  | \| \| Patagotitan \| \| \| \| \| \| Argentinosaurus \| \| \| \| |
|  |                                                                 |
|  | Patagotitan                                                     |
|  |                                                                 |
|  | Argentinosaurus                                                 |
|  |                                                                 |

|  | Patagotitan     |
|  |                 |
|  | Argentinosaurus |
|  |                 |

|  | Futalognkosaurus |
|  |                  |
|  | Quetecsaurus     |
|  |                  |

|  | Puertasaurus                                                    |
|  |                                                                 |
|  | Drusilasaura                                                    |
|  |                                                                 |
|  | \| \| Patagotitan \| \| \| \| \| \| Argentinosaurus \| \| \| \| |
|  |                                                                 |
|  | Patagotitan                                                     |
|  |                                                                 |
|  | Argentinosaurus                                                 |
|  |                                                                 |

|  | Patagotitan     |
|  |                 |
|  | Argentinosaurus |
|  |                 |

|  | Futalognkosaurus |
|  |                  |
|  | Quetecsaurus     |
|  |                  |

|  | Puertasaurus                                                    |
|  |                                                                 |
|  | Drusilasaura                                                    |
|  |                                                                 |
|  | \| \| Patagotitan \| \| \| \| \| \| Argentinosaurus \| \| \| \| |
|  |                                                                 |
|  | Patagotitan                                                     |
|  |                                                                 |
|  | Argentinosaurus                                                 |
|  |                                                                 |

|  | Patagotitan     |
|  |                 |
|  | Argentinosaurus |
|  |                 |

|  | Futalognkosaurus |
|  |                  |
|  | Quetecsaurus     |
|  |                  |

|  | Puertasaurus                                                    |
|  |                                                                 |
|  | Drusilasaura                                                    |
|  |                                                                 |
|  | \| \| Patagotitan \| \| \| \| \| \| Argentinosaurus \| \| \| \| |
|  |                                                                 |
|  | Patagotitan                                                     |
|  |                                                                 |
|  | Argentinosaurus                                                 |
|  |                                                                 |

|  | Patagotitan     |
|  |                 |
|  | Argentinosaurus |
|  |                 |

|  | Futalognkosaurus |
|  |                  |
|  | Quetecsaurus     |
|  |                  |

|  | Puertasaurus                                                    |
|  |                                                                 |
|  | Drusilasaura                                                    |
|  |                                                                 |
|  | \| \| Patagotitan \| \| \| \| \| \| Argentinosaurus \| \| \| \| |
|  |                                                                 |
|  | Patagotitan                                                     |
|  |                                                                 |
|  | Argentinosaurus                                                 |
|  |                                                                 |

|  | Patagotitan     |
|  |                 |
|  | Argentinosaurus |
|  |                 |

|  | Futalognkosaurus |
|  |                  |
|  | Quetecsaurus     |
|  |                  |

|  | Puertasaurus                                                    |
|  |                                                                 |
|  | Drusilasaura                                                    |
|  |                                                                 |
|  | \| \| Patagotitan \| \| \| \| \| \| Argentinosaurus \| \| \| \| |
|  |                                                                 |
|  | Patagotitan                                                     |
|  |                                                                 |
|  | Argentinosaurus                                                 |
|  |                                                                 |

|  | Patagotitan     |
|  |                 |
|  | Argentinosaurus |
|  |                 |

|  | Futalognkosaurus |
|  |                  |
|  | Quetecsaurus     |
|  |                  |

|  | Puertasaurus                                                    |
|  |                                                                 |
|  | Drusilasaura                                                    |
|  |                                                                 |
|  | \| \| Patagotitan \| \| \| \| \| \| Argentinosaurus \| \| \| \| |
|  |                                                                 |
|  | Patagotitan                                                     |
|  |                                                                 |
|  | Argentinosaurus                                                 |
|  |                                                                 |

|  | Patagotitan     |
|  |                 |
|  | Argentinosaurus |
|  |                 |

|  | Futalognkosaurus |
|  |                  |
|  | Quetecsaurus     |
|  |                  |

|  | Puertasaurus                                                    |
|  |                                                                 |
|  | Drusilasaura                                                    |
|  |                                                                 |
|  | \| \| Patagotitan \| \| \| \| \| \| Argentinosaurus \| \| \| \| |
|  |                                                                 |
|  | Patagotitan                                                     |
|  |                                                                 |
|  | Argentinosaurus                                                 |
|  |                                                                 |

|  | Patagotitan     |
|  |                 |
|  | Argentinosaurus |
|  |                 |

|  | Muyelensaurus                                               |
|  |                                                             |
|  | \| \| Aeolosaurus \| \| \| \| \| \| Overosaurus \| \| \| \| |
|  |                                                             |
|  | Aeolosaurus                                                 |
|  |                                                             |
|  | Overosaurus                                                 |
|  |                                                             |

|  | Aeolosaurus |
|  |             |
|  | Overosaurus |
|  |             |

|  | Muyelensaurus                                               |
|  |                                                             |
|  | \| \| Aeolosaurus \| \| \| \| \| \| Overosaurus \| \| \| \| |
|  |                                                             |
|  | Aeolosaurus                                                 |
|  |                                                             |
|  | Overosaurus                                                 |
|  |                                                             |

|  | Aeolosaurus |
|  |             |
|  | Overosaurus |
|  |             |

|  | Futalognkosaurus |
|  |                  |
|  | Quetecsaurus     |
|  |                  |

|  | Puertasaurus                                                    |
|  |                                                                 |
|  | Drusilasaura                                                    |
|  |                                                                 |
|  | \| \| Patagotitan \| \| \| \| \| \| Argentinosaurus \| \| \| \| |
|  |                                                                 |
|  | Patagotitan                                                     |
|  |                                                                 |
|  | Argentinosaurus                                                 |
|  |                                                                 |

|  | Patagotitan     |
|  |                 |
|  | Argentinosaurus |
|  |                 |

|  | Futalognkosaurus |
|  |                  |
|  | Quetecsaurus     |
|  |                  |

|  | Puertasaurus                                                    |
|  |                                                                 |
|  | Drusilasaura                                                    |
|  |                                                                 |
|  | \| \| Patagotitan \| \| \| \| \| \| Argentinosaurus \| \| \| \| |
|  |                                                                 |
|  | Patagotitan                                                     |
|  |                                                                 |
|  | Argentinosaurus                                                 |
|  |                                                                 |

|  | Patagotitan     |
|  |                 |
|  | Argentinosaurus |
|  |                 |

|  | Futalognkosaurus |
|  |                  |
|  | Quetecsaurus     |
|  |                  |

|  | Puertasaurus                                                    |
|  |                                                                 |
|  | Drusilasaura                                                    |
|  |                                                                 |
|  | \| \| Patagotitan \| \| \| \| \| \| Argentinosaurus \| \| \| \| |
|  |                                                                 |
|  | Patagotitan                                                     |
|  |                                                                 |
|  | Argentinosaurus                                                 |
|  |                                                                 |

|  | Patagotitan     |
|  |                 |
|  | Argentinosaurus |
|  |                 |

|  | Futalognkosaurus |
|  |                  |
|  | Quetecsaurus     |
|  |                  |

|  | Puertasaurus                                                    |
|  |                                                                 |
|  | Drusilasaura                                                    |
|  |                                                                 |
|  | \| \| Patagotitan \| \| \| \| \| \| Argentinosaurus \| \| \| \| |
|  |                                                                 |
|  | Patagotitan                                                     |
|  |                                                                 |
|  | Argentinosaurus                                                 |
|  |                                                                 |

|  | Patagotitan     |
|  |                 |
|  | Argentinosaurus |
|  |                 |

|  | Futalognkosaurus |
|  |                  |
|  | Quetecsaurus     |
|  |                  |

|  | Puertasaurus                                                    |
|  |                                                                 |
|  | Drusilasaura                                                    |
|  |                                                                 |
|  | \| \| Patagotitan \| \| \| \| \| \| Argentinosaurus \| \| \| \| |
|  |                                                                 |
|  | Patagotitan                                                     |
|  |                                                                 |
|  | Argentinosaurus                                                 |
|  |                                                                 |

|  | Patagotitan     |
|  |                 |
|  | Argentinosaurus |
|  |                 |

|  | Futalognkosaurus |
|  |                  |
|  | Quetecsaurus     |
|  |                  |

|  | Puertasaurus                                                    |
|  |                                                                 |
|  | Drusilasaura                                                    |
|  |                                                                 |
|  | \| \| Patagotitan \| \| \| \| \| \| Argentinosaurus \| \| \| \| |
|  |                                                                 |
|  | Patagotitan                                                     |
|  |                                                                 |
|  | Argentinosaurus                                                 |
|  |                                                                 |

|  | Patagotitan     |
|  |                 |
|  | Argentinosaurus |
|  |                 |

|  | Futalognkosaurus |
|  |                  |
|  | Quetecsaurus     |
|  |                  |

|  | Puertasaurus                                                    |
|  |                                                                 |
|  | Drusilasaura                                                    |
|  |                                                                 |
|  | \| \| Patagotitan \| \| \| \| \| \| Argentinosaurus \| \| \| \| |
|  |                                                                 |
|  | Patagotitan                                                     |
|  |                                                                 |
|  | Argentinosaurus                                                 |
|  |                                                                 |

|  | Patagotitan     |
|  |                 |
|  | Argentinosaurus |
|  |                 |

|  | Futalognkosaurus |
|  |                  |
|  | Quetecsaurus     |
|  |                  |

|  | Puertasaurus                                                    |
|  |                                                                 |
|  | Drusilasaura                                                    |
|  |                                                                 |
|  | \| \| Patagotitan \| \| \| \| \| \| Argentinosaurus \| \| \| \| |
|  |                                                                 |
|  | Patagotitan                                                     |
|  |                                                                 |
|  | Argentinosaurus                                                 |
|  |                                                                 |

|  | Patagotitan     |
|  |                 |
|  | Argentinosaurus |
|  |                 |

|  | Futalognkosaurus |
|  |                  |
|  | Quetecsaurus     |
|  |                  |

|  | Puertasaurus                                                    |
|  |                                                                 |
|  | Drusilasaura                                                    |
|  |                                                                 |
|  | \| \| Patagotitan \| \| \| \| \| \| Argentinosaurus \| \| \| \| |
|  |                                                                 |
|  | Patagotitan                                                     |
|  |                                                                 |
|  | Argentinosaurus                                                 |
|  |                                                                 |

|  | Patagotitan     |
|  |                 |
|  | Argentinosaurus |
|  |                 |

|  | Futalognkosaurus |
|  |                  |
|  | Quetecsaurus     |
|  |                  |

|  | Puertasaurus                                                    |
|  |                                                                 |
|  | Drusilasaura                                                    |
|  |                                                                 |
|  | \| \| Patagotitan \| \| \| \| \| \| Argentinosaurus \| \| \| \| |
|  |                                                                 |
|  | Patagotitan                                                     |
|  |                                                                 |
|  | Argentinosaurus                                                 |
|  |                                                                 |

|  | Patagotitan     |
|  |                 |
|  | Argentinosaurus |
|  |                 |

|  | Futalognkosaurus |
|  |                  |
|  | Quetecsaurus     |
|  |                  |

|  | Puertasaurus                                                    |
|  |                                                                 |
|  | Drusilasaura                                                    |
|  |                                                                 |
|  | \| \| Patagotitan \| \| \| \| \| \| Argentinosaurus \| \| \| \| |
|  |                                                                 |
|  | Patagotitan                                                     |
|  |                                                                 |
|  | Argentinosaurus                                                 |
|  |                                                                 |

|  | Patagotitan     |
|  |                 |
|  | Argentinosaurus |
|  |                 |

|  | Futalognkosaurus |
|  |                  |
|  | Quetecsaurus     |
|  |                  |

|  | Puertasaurus                                                    |
|  |                                                                 |
|  | Drusilasaura                                                    |
|  |                                                                 |
|  | \| \| Patagotitan \| \| \| \| \| \| Argentinosaurus \| \| \| \| |
|  |                                                                 |
|  | Patagotitan                                                     |
|  |                                                                 |
|  | Argentinosaurus                                                 |
|  |                                                                 |

|  | Patagotitan     |
|  |                 |
|  | Argentinosaurus |
|  |                 |

|  | Futalognkosaurus |
|  |                  |
|  | Quetecsaurus     |
|  |                  |

|  | Puertasaurus                                                    |
|  |                                                                 |
|  | Drusilasaura                                                    |
|  |                                                                 |
|  | \| \| Patagotitan \| \| \| \| \| \| Argentinosaurus \| \| \| \| |
|  |                                                                 |
|  | Patagotitan                                                     |
|  |                                                                 |
|  | Argentinosaurus                                                 |
|  |                                                                 |

|  | Patagotitan     |
|  |                 |
|  | Argentinosaurus |
|  |                 |

|  | Futalognkosaurus |
|  |                  |
|  | Quetecsaurus     |
|  |                  |

|  | Puertasaurus                                                    |
|  |                                                                 |
|  | Drusilasaura                                                    |
|  |                                                                 |
|  | \| \| Patagotitan \| \| \| \| \| \| Argentinosaurus \| \| \| \| |
|  |                                                                 |
|  | Patagotitan                                                     |
|  |                                                                 |
|  | Argentinosaurus                                                 |
|  |                                                                 |

|  | Patagotitan     |
|  |                 |
|  | Argentinosaurus |
|  |                 |

|  | Futalognkosaurus |
|  |                  |
|  | Quetecsaurus     |
|  |                  |

|  | Puertasaurus                                                    |
|  |                                                                 |
|  | Drusilasaura                                                    |
|  |                                                                 |
|  | \| \| Patagotitan \| \| \| \| \| \| Argentinosaurus \| \| \| \| |
|  |                                                                 |
|  | Patagotitan                                                     |
|  |                                                                 |
|  | Argentinosaurus                                                 |
|  |                                                                 |

|  | Patagotitan     |
|  |                 |
|  | Argentinosaurus |
|  |                 |

|  | Futalognkosaurus |
|  |                  |
|  | Quetecsaurus     |
|  |                  |

|  | Puertasaurus                                                    |
|  |                                                                 |
|  | Drusilasaura                                                    |
|  |                                                                 |
|  | \| \| Patagotitan \| \| \| \| \| \| Argentinosaurus \| \| \| \| |
|  |                                                                 |
|  | Patagotitan                                                     |
|  |                                                                 |
|  | Argentinosaurus                                                 |
|  |                                                                 |

|  | Patagotitan     |
|  |                 |
|  | Argentinosaurus |
|  |                 |

Cladogramma di Colossosauria secondo gli studi di González Riga e colleghi (2019):
|  | Rinconsaurus  |
|  |               |
|  | Muyelensaurus |
|  |               |

|  | Argentinosaurus                                                                             |
|  |                                                                                             |
|  | \| \| Notocolossus \| \| \| \| \| \| Patagotitan \| \| \| \| \| \| Puertasaurus \| \| \| \| |
|  |                                                                                             |
|  | Notocolossus                                                                                |
|  |                                                                                             |
|  | Patagotitan                                                                                 |
|  |                                                                                             |
|  | Puertasaurus                                                                                |
|  |                                                                                             |

|  | Notocolossus |
|  |              |
|  | Patagotitan  |
|  |              |
|  | Puertasaurus |
|  |              |

|  | Argentinosaurus                                                                             |
|  |                                                                                             |
|  | \| \| Notocolossus \| \| \| \| \| \| Patagotitan \| \| \| \| \| \| Puertasaurus \| \| \| \| |
|  |                                                                                             |
|  | Notocolossus                                                                                |
|  |                                                                                             |
|  | Patagotitan                                                                                 |
|  |                                                                                             |
|  | Puertasaurus                                                                                |
|  |                                                                                             |

|  | Notocolossus |
|  |              |
|  | Patagotitan  |
|  |              |
|  | Puertasaurus |
|  |              |

|  | Argentinosaurus                                                                             |
|  |                                                                                             |
|  | \| \| Notocolossus \| \| \| \| \| \| Patagotitan \| \| \| \| \| \| Puertasaurus \| \| \| \| |
|  |                                                                                             |
|  | Notocolossus                                                                                |
|  |                                                                                             |
|  | Patagotitan                                                                                 |
|  |                                                                                             |
|  | Puertasaurus                                                                                |
|  |                                                                                             |

|  | Notocolossus |
|  |              |
|  | Patagotitan  |
|  |              |
|  | Puertasaurus |
|  |              |

|  | Argentinosaurus                                                                             |
|  |                                                                                             |
|  | \| \| Notocolossus \| \| \| \| \| \| Patagotitan \| \| \| \| \| \| Puertasaurus \| \| \| \| |
|  |                                                                                             |
|  | Notocolossus                                                                                |
|  |                                                                                             |
|  | Patagotitan                                                                                 |
|  |                                                                                             |
|  | Puertasaurus                                                                                |
|  |                                                                                             |

|  | Notocolossus |
|  |              |
|  | Patagotitan  |
|  |              |
|  | Puertasaurus |
|  |              |

|  | Rinconsaurus  |
|  |               |
|  | Muyelensaurus |
|  |               |

|  | Argentinosaurus                                                                             |
|  |                                                                                             |
|  | \| \| Notocolossus \| \| \| \| \| \| Patagotitan \| \| \| \| \| \| Puertasaurus \| \| \| \| |
|  |                                                                                             |
|  | Notocolossus                                                                                |
|  |                                                                                             |
|  | Patagotitan                                                                                 |
|  |                                                                                             |
|  | Puertasaurus                                                                                |
|  |                                                                                             |

|  | Notocolossus |
|  |              |
|  | Patagotitan  |
|  |              |
|  | Puertasaurus |
|  |              |

|  | Argentinosaurus                                                                             |
|  |                                                                                             |
|  | \| \| Notocolossus \| \| \| \| \| \| Patagotitan \| \| \| \| \| \| Puertasaurus \| \| \| \| |
|  |                                                                                             |
|  | Notocolossus                                                                                |
|  |                                                                                             |
|  | Patagotitan                                                                                 |
|  |                                                                                             |
|  | Puertasaurus                                                                                |
|  |                                                                                             |

|  | Notocolossus |
|  |              |
|  | Patagotitan  |
|  |              |
|  | Puertasaurus |
|  |              |

|  | Argentinosaurus                                                                             |
|  |                                                                                             |
|  | \| \| Notocolossus \| \| \| \| \| \| Patagotitan \| \| \| \| \| \| Puertasaurus \| \| \| \| |
|  |                                                                                             |
|  | Notocolossus                                                                                |
|  |                                                                                             |
|  | Patagotitan                                                                                 |
|  |                                                                                             |
|  | Puertasaurus                                                                                |
|  |                                                                                             |

|  | Notocolossus |
|  |              |
|  | Patagotitan  |
|  |              |
|  | Puertasaurus |
|  |              |

|  | Argentinosaurus                                                                             |
|  |                                                                                             |
|  | \| \| Notocolossus \| \| \| \| \| \| Patagotitan \| \| \| \| \| \| Puertasaurus \| \| \| \| |
|  |                                                                                             |
|  | Notocolossus                                                                                |
|  |                                                                                             |
|  | Patagotitan                                                                                 |
|  |                                                                                             |
|  | Puertasaurus                                                                                |
|  |                                                                                             |

|  | Notocolossus |
|  |              |
|  | Patagotitan  |
|  |              |
|  | Puertasaurus |
|  |              |

## Paleobiologia

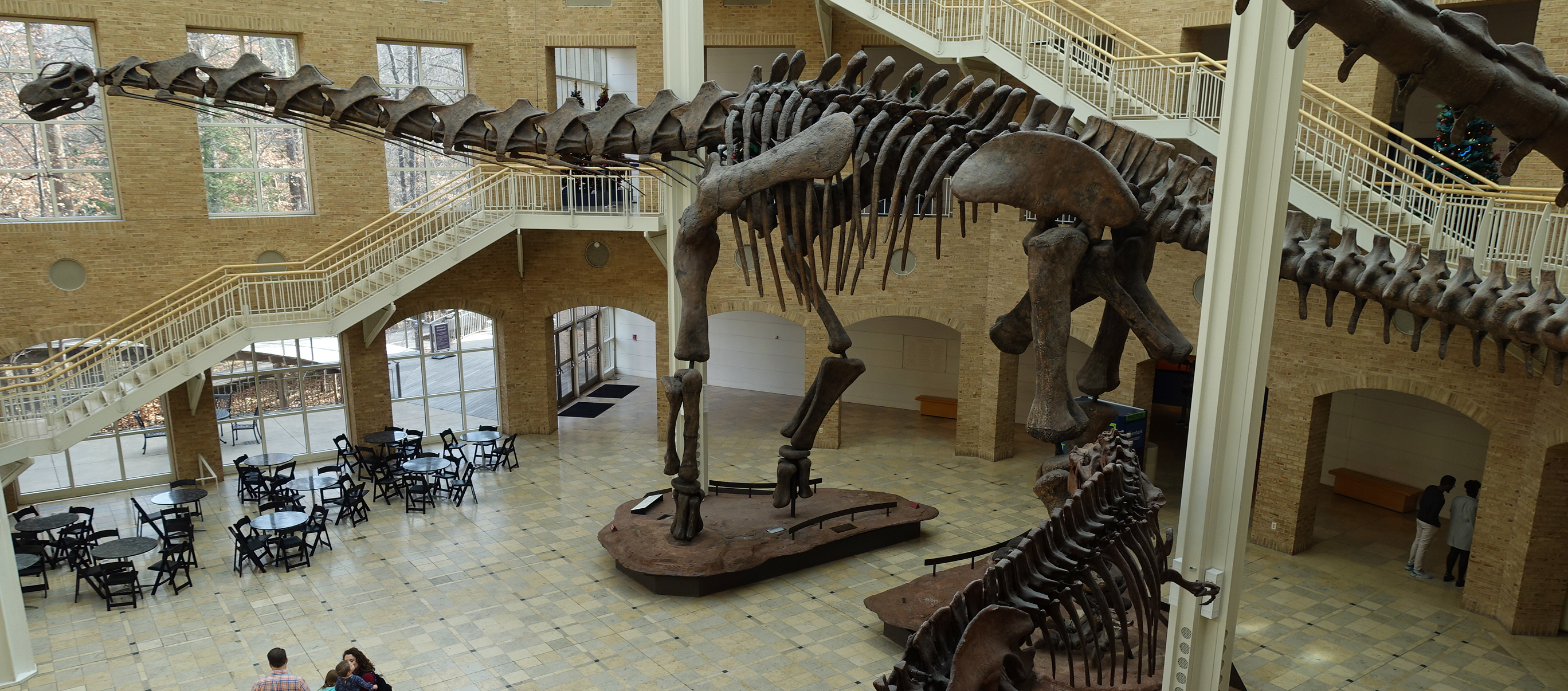
Scheletro ricostruito in vista laterale, al Museo di Storia Naturale di Fernbank

Le enormi dimensioni di Argentinosaurus e di altri sauropodi giganti sono, probabilmente, il risultato di una combinazione di fattori; questi includono un'alimentazione rapida ed efficiente dal punto di vista energetico consentita dal lungo collo e dalla facoltà di ingoiare il cibo senza masticare, una rapida crescita e un rapido recupero della popolazione grazie alla loro numerosa prole con cui avevano poche o nessuna cura parentale. Alcuni dei vantaggi nell'avere dimensioni eccezionali erano la capacità di mantenere il cibo all'interno del tubo digerente per lunghi periodi per estrarre il massimo dei nutrienti da esso e una maggiore protezione dai predatori. I sauropodi erano ovipari, e nel 2016, Mark Hallett e Matthew Wedel stimarono che le uova di Argentinosaurus avevano, probabilmente, un volume di un 1 litro, e che alla schiusa un piccolo Argentinosaurus non era più lungo di 1 metro e non più pesante di 5 chilogrammi. I sauropodi più grandi aumentavano le loro dimensioni di cinque ordini di grandezza dopo la schiusa, più di qualsiasi altro animale amniotico. Hallett e Wedel affermarono che l'aumento delle dimensioni nell'evoluzione dei sauropodi era comunemente seguito da un aumento delle dimensioni dei loro predatori, i dinosauri teropodi. Il carcharodontosauride Mapusaurus è uno dei più grandi teropodi conosciuti e visse nello stesso periodo e luoghi di Argentinosaurus. Grazie alle sue dimensioni e ai denti a coltello adatti a lacerare la carne e provocare profonde ferite, Mapusaurus potrebbe essere stato uno dei pochi predatori degli Argentinosaurus adulti. Mapusaurus è noto da almeno sette individui rinvenuti insieme, suggerendo la possibilità che questo teropode cacciasse in gruppi o in bande disorganizzate per abbattere grandi prede.
Nel 2013 Sellers e colleghi utilizzarono un modello computerizzato dello scheletro e dei muscoli di Argentinosaurus per studiarne la velocità e l'andatura. Prima delle simulazioni al computer, l'unico modo per stimare la velocità dei dinosauri era studiarne l'anatomia e le piste di impronte. Il modello computerizzato si basava su una scansione laser di una ricostruzione scheletrica montata presso il Museo Carmen Funes. I muscoli e le loro proprietà vennero basati su quelli di animali odierni; il modello finale aveva una massa di 83 tonnellate. Utilizzando la simulazione al computer e le tecniche di apprendimento automatico, trovando una combinazione di movimenti che riducevano al minimo il fabbisogno energetico, il modello digitale imparò a camminare. L'andatura ottimale trovata dagli algoritmi era vicina a un ambio (l'arto anteriore e l'arto posteriore sullo stesso lato del corpo si muovevano simultaneamente). Il modello raggiunse una velocità massima di poco più di 2 m/s. Gli autori conclusero che, con le sue enormi dimensioni, Argentinosaurus aveva raggiunto un limite funzionale. È possibile che vi siano vertebrati terrestri ancora più grandi, ma ciò richiederebbe lo sviluppo di forme corporee diverse e, possibilmente, cambiamenti comportamentali per prevenire il collasso articolare. Tuttavia, gli stessi autori dello studio hanno ammesso che il modello non è del tutto realistico e troppo semplicistico e che potrebbe essere migliorato in molte aree. Per ulteriori studi, sarebbero necessari più dati da animali viventi per migliorare la ricostruzione dei tessuti molli e il modello deve essere confermato sulla base di esemplari fossili di sauropodi più completi.

## Paleoecologia

Confronto delle dimensioni di diversi dinosauri della Formazione Huincul, Argentinosaurus in azzurro.

Argentinosaurus venne scoperto nella provincia argentina di Neuquén, dove venne originariamente segnalato dal Gruppo Huincul della Formazione Río Limay, che da allora è diventata nota come Formazione Huincul e sottogruppo Río Limay, l'ultimo dei quali è una suddivisione del Gruppo Neuquén. Questa unità si trova nel bacino di Neuquén, in Patagonia. La Formazione Huincul è composta da arenarie giallastre e verdastre di grana da fine a media, alcune delle quali tufacee. Questi depositi si depositarono durante il Cretaceo superiore, dal Cenomaniano medio al primo Turoniano o dal primo Turoniano al tardo Santoniano. I depositi rappresentano il sistema di drenaggio di un fiume a canali intrecciati.
Il polline fossilizzato indica che nella Formazione Huincul era presente un'ampia varietà di piante. Uno studio della sezione El Zampal della formazione ha trovato antocerote, epatiche, felci, selaginelle, possibili neggeratiali, gimnosperme (comprese gnetofite e conifere) e angiosperme (piante da fiore), oltre a diversi granelli di polline di affinità sconosciute. La Formazione Huincul è tra le più ricche associazioni di vertebrati della Patagonia, conservando pesci tra cui dipnoi e lucci, tartarughe chelidi, squamati, sfenodonti, coccodrilli neosuchi e un'ampia varietà di dinosauri. I vertebrati si trovano più comunemente nella parte inferiore, e quindi più antica, della formazione.
Oltre ad Argentinosaurus, i sauropodi della Formazione Huincul sono rappresentati da un altro titanosauro, Choconsaurus, e diversi rebbachisauridi come Cathartesaura, Limaysaurus, e alcune specie ancora non descritte. La regione ospitava anche diversi teropodi che occupavano diverse nicchie geologiche, come il carcharodontosauride Mapusaurus, gli abelisauridi Skorpiovenator, Ilokelesia e Tralkasaurus, il noasauride Huinculsaurus, il paraviano Overoraptor, e altri teropodi come Aoniraptor e Gualicho. La formazione ospitava anche diversi iguanodonti che devono ancora ricevere una descrizione formale.

## Nella cultura di massa
L'Argentinosaurus è conosciuto come "il dinosauro più grande", nonostante altri dinosauri come Amphicoelias, Dreadnoughtus e Patagotitan potrebbero aver raggiunto dimensioni ancora maggiori.
Compare in Planet Dinosaur e in Il treno dei dinosauri.
La sua apparizione più recente è nella serie animata Primal, dove un esemplare, reso uno zombie folle e omicida dopo aver contratto un grave virus da un Parasaurolophus, dopo aver massacrato brutalmente il suo branco, cerca costantemente di uccidere i protagonisti, ma fallisce in quanto cade in un cratere vulcanico, morendo ustionato tra atroci sofferenze.